# Françoise Germain-Robin
Pour les articles homonymes, voir Germain et Robin.
Françoise Germain-Robin, née en 1945, est une journaliste française. Elle fut grand reporter au journal L'Humanité, fut journaliste à l'Office de radiodiffusion-télévision française, à France Culture et correspondante à Alger de 1978 à 1982.

## Biographie
Après un passage à l'ORTF et à France Culture[réf. souhaitée], Françoise Germain-Robin poursuit sa carrière journalistique à L'Humanité-Dimanche en 1975, puis devient grand reporter à la « Vie internationale » de l'Humanité trois ans plus tard.
Spécialiste du Moyen-Orient, elle a notamment publié Femmes rebelles d'Algérie en 1996 ; l'Islam en questions, entretiens avec Alain Gresh et Tariq Ramadan en 2000 ; Par-delà les murs : un réfugié palestinien et un Israélien revisitent leur histoire ; dialogue entre Mohammed Al-Asaad et Joseph Algazy en 2005, et a participé à plusieurs ouvrages collectifs sur l'Algérie et l'économie algérienne.
Elle s'est aussi intéressée à la question de la citoyenneté en République démocratique du Congo. Elle fait paraître en 2023, avec le journaliste congolais en exil Déo Namujimbo, La Grande Manipulation de Paul Kagame.
En 2016, elle reçoit des mains de Roland Leroy la médaille de l'ordre national du Mérite.

## Publications
- Françoise Germain-Robin, Déo Namujimbo, La Grande Manipulation de Paul Kagame, Tarbes, les Éditions Arcane 17, 2023, 374 p.  (ISBN 978-2-493049-18-6)
- Congo, mémoires à vif, avec Luc Beyer de Ryke, Mols, coll. « Histoire », 2019, 235 p.  (ISBN 978-2-87402-246-3)[8]
- Dialogue entre Mohammed Al-Asaad et Joseph Algazy animé et présenté par Françoise Germain-Robin, Par-delà les murs : un réfugié palestinien et un Israélien revisitent leur histoire, Sindbad - Actes Sud, « La Bibliothèque arabe. L'actuel », 2005.  (ISBN 2-7427-5450-4)
- Débat entre Alain Gresh et Tariq Ramadan animé et présenté par Françoise Germain-Robin, l'Islam en questions, Actes Sud, 2000,  (ISBN 2-7427-2916-X)
- Françoise Germain-Robin, Femmes rebelles d'Algérie, De l'Atelier, 1996,  (ISBN 2-7082-3194-4)
- Françoise Germain-Robin, images de May Angeli, Alger, tu connais ?, Éditions La Farandole - Messidor, 1985,  (ISBN 2-209-05725-6).